# الفرسان (أنمي)
الفرسان مسلسل أنمي ياباني من إنتاج إستديو توي أنيميشن تم عرضه لأول مره في 13 أكتوبر 1987 واستمر عرضه حتى 22 مارس 1988 . تمت دبلجة المسلسل للعربية بواسطة مركز الزهرة وتم عرض المسلسل على قناة سبيس تون.

## روابط خارجية
- watari-akakage في أرشيف الإنترنت(أرشفت في  مارس 25, 2010)
- Akakage at Vintage Ninja
- الفرسان على موقع ANN manga (الإنجليزية)